# Connecteur SMB
Pour les articles homonymes, voir SMB.

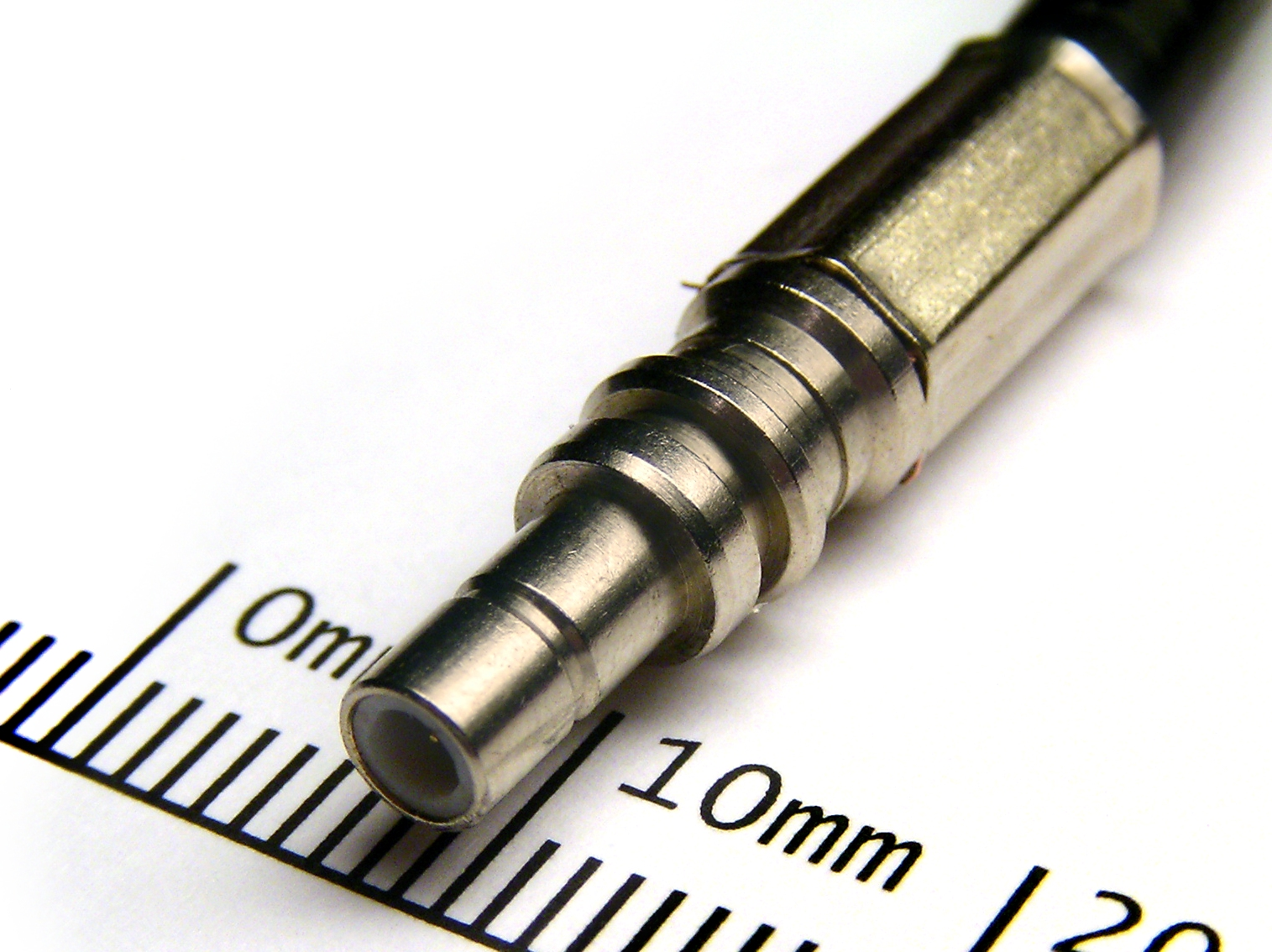
Connecteur SMB

Un connecteur SMB (SubMiniature version B) est un type de connecteur coaxial développé dans les années 1960. Ces connecteurs sont dotés d'un couplage par encliquetage et sont disponibles en impédance 50 Ω ou 75 Ω. Ils offrent d'excellentes performances électriques à 4 GHz. 
Il existe une version miniaturisée SSMB correspondant à la norme CEI 169-19.